# Habit (film fra 1921)
Habit er en amerikansk stumfilm fra 1921 af Edwin Carewe.

## Medvirkende
- Mildred Harris som Irene Fletcher
- W. E. Lawrence som John Marshall
- Ethel Grey Terry som Mary Chartres
- Walter McGrail som Charles Munson
- Emmett King som Richard Fletcher